# تیان جیا
تیان جیا (انگلیسی: Tian Jia؛ زادهٔ ۹ فوریهٔ ۱۹۸۱) بازیکن والیبال ساحلی اهل چین است.